# (1484) Postrema
(1484) Postrema est un astéroïde de la ceinture principale.

## Description
(1484) Postrema est un astéroïde de la ceinture principale. Il fut découvert le 29 avril 1938 à Simeis par Grigori Néouïmine. Il présente une orbite caractérisée par un demi-grand axe de 2,74 UA, une excentricité de 0,20 et une inclinaison de 17,3° par rapport à l'écliptique.
Postrema est le mot latin pour « le dernier », dans le sens de : le dernier astéroïde du découvreur - ce qui s’est révélé faux.

## Compléments